# Rene Kokk

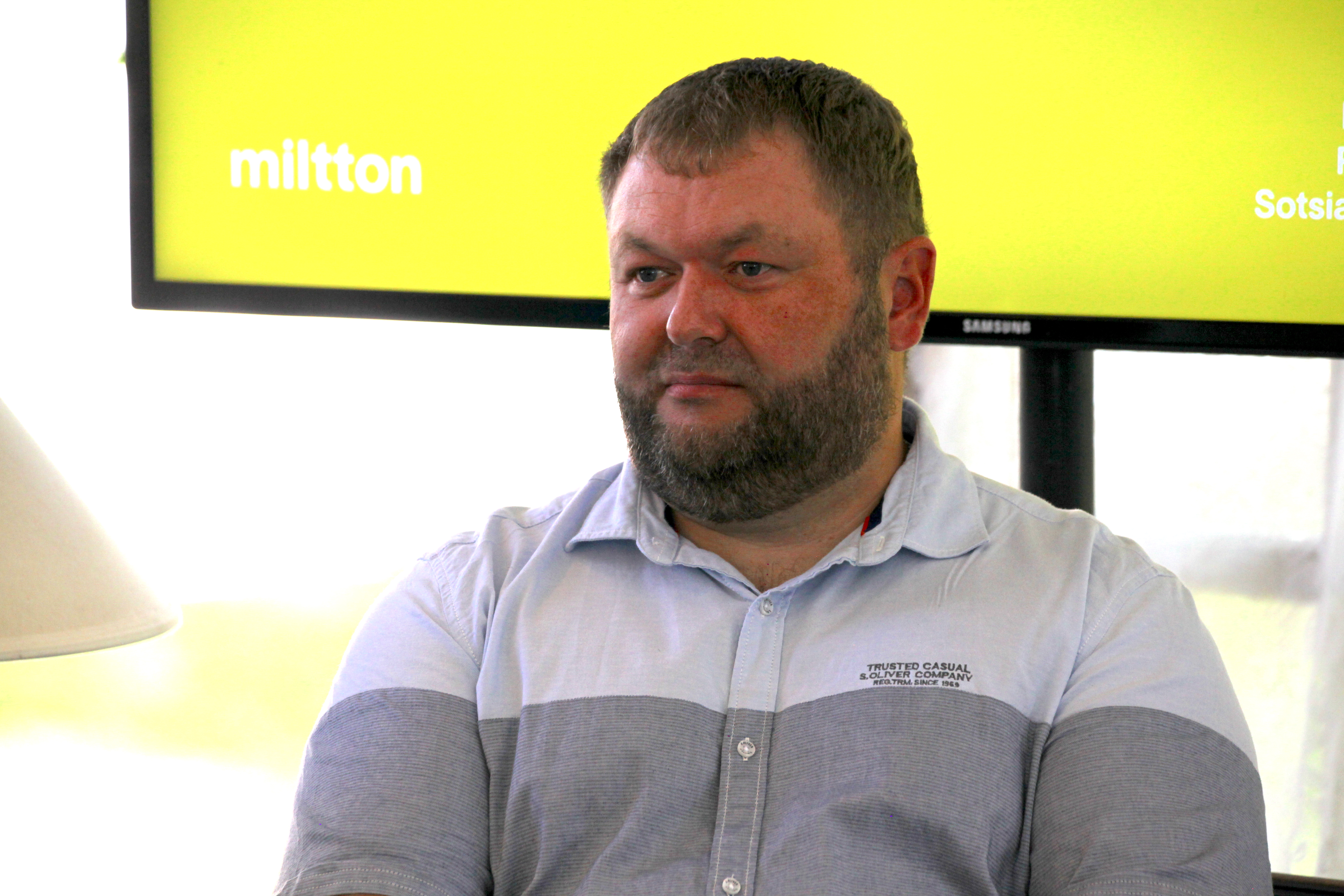
Rene Kokk 2022

Rene Kokk (* 4. März 1980) ist ein estnischer Politiker. Von April 2019 bis November 2020 war er Umweltminister der Republik Estland.

## Leben
Nach dem Schulabschluss und Ausbildung im Agrarbereich arbeitete Kokk ab 1999 für verschiedene estnische Bau-, Forst- und Investmentfirmen. Im Jahr 2007 schloss er ein Studium an der Estnischen Universität der Umweltwissenschaften ab.

### Politik
Rene Kokk schloss sich 2015 der Eesti Konservatiivne Rahvaerakond (EKRE) an. Dort übernahm er den Parteivorsitz für das Gebiet Harju und Rapla.
Nach der Parlamentswahl 2019 wurde die EKRE Teil der neuen Koalitionsregierung unter Jüri Ratas, die am 29. April 2019 vereidigt wurde. Im Kabinett Ratas II übernahm Kokk den Posten des estnischen Umweltministers. Ende 2020 trat er aus gesundheitlichen Gründen vom Ministerposten zurück und kehrte als Abgeordneter ins estnische Parlament (Riigikogu) zurück.

### Privates
Kokk lebt in einer festen Beziehung und ist zweifacher Vater. Neben Estnisch beherrscht er auch Deutsch und Russisch.